# Larrosa (Jaca)

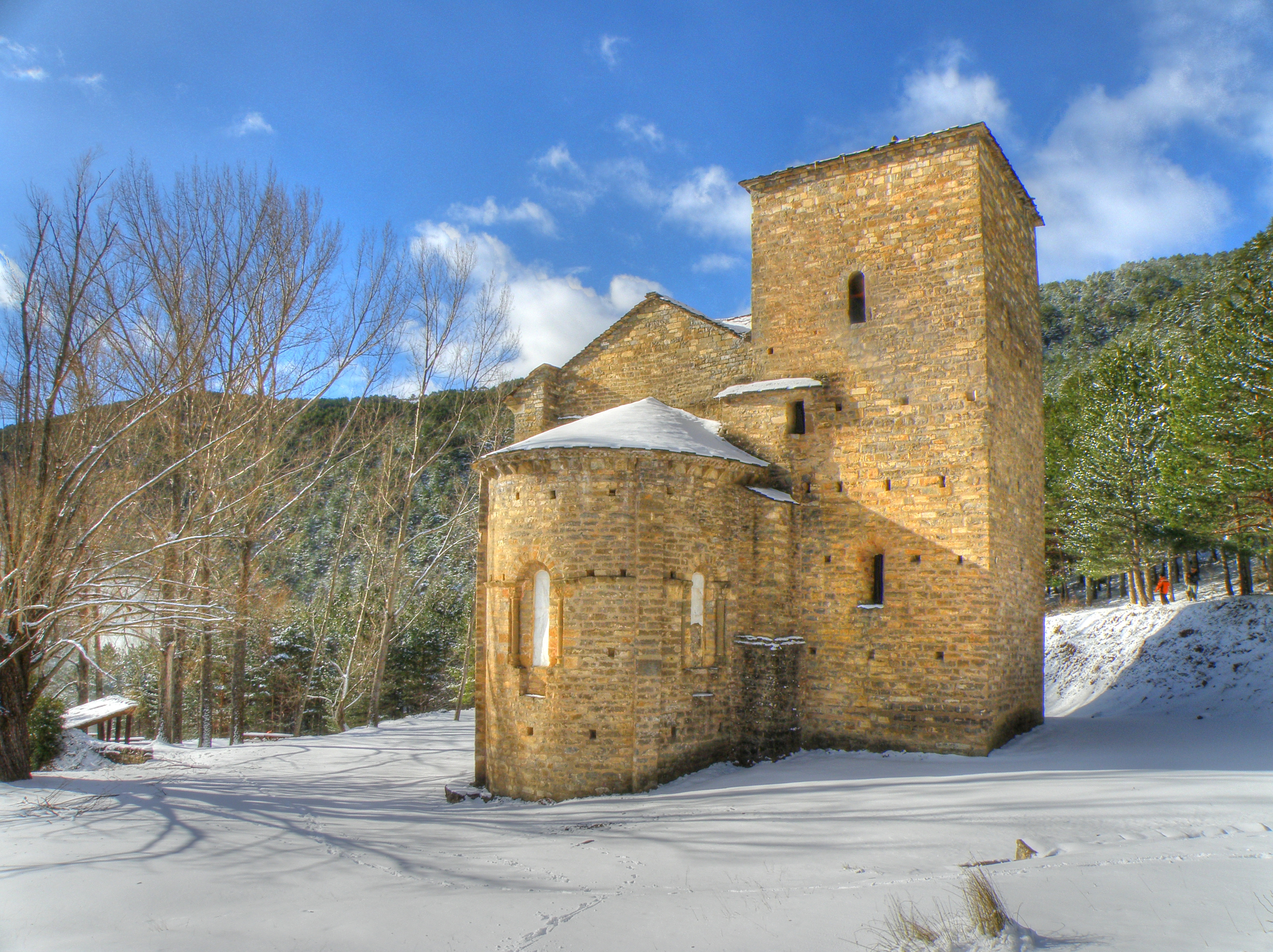
Monestir de Santa Maria de Iguàcel, situat prop de Larrosa.

Larrosa és una localitat despoblada espanyola pertanyent al municipi de Jaca, a la comarca de la Jacetània, província d'Osca, Aragó.

## Geografia
Larrosa es troba a la capçalera de la vall del riu Ijuez, afluent del riu Aragó, a la vall de La Garcipollera, com Acín, Villanovilla, Bescós de Garcipollera i Yosa de Garcipollera.

## Història
Les cases i camps de cultiu de terme de Larrosa van ser expropiades a la dècada del 1960, amb motiu de la construcció de l'embassament de Yesa, per destinar les seves muntanyes a la plantació de pins per evitar la colmatació ràpida en el nou embassament pels sediments arrossegats per les pluges.
L'església dedicada a Sant Bartomeu conserva bé la seva estructura romànica.

## Demografia

### Localitat
Dades demogràfiques de la localitat de Larrosa des de 1900:
| 1900 | 1910 | 1920 | 1930 | 1940 | 1950 | 1960 | 1970 | 1981 |
| ---- | ---- | ---- | ---- | ---- | ---- | ---- | ---- | ---- |
| 137  | 126  | 100  | 77   | 77   | 57   | 9    | --   | --   |

- No figura al Nomenclàtor des de l'any 1970.
- Dades referides a la població de dret.

### Antic municipi
Dades demogràfiques del municipi de Larrosa des de 1842:
| 1842 | 1857 | 1860 | 1877 | 1887 | 1897 | 1900 | 1910 |
| ---- | ---- | ---- | ---- | ---- | ---- | ---- | ---- |
| 74   | --   | --   | --   | --   | --   | --   | --   |

- Entre el Cens de 1857 i l'anterior, aquest municipi desapareix perquè s'integra en el municipi de Villanovilla.
- Dades referides a la població de dret, excepte en els Censos de 1857 i 1860, que es refereixen a la població de fet.